# UD Salamanca
Unión Deportiva Salamanca is een gewezen Spaanse voetbalclub uit Salamanca. De club is opgericht op 16 maart 1923 en ontbonden op 18 juni 2013, nadat er geen schuldvergelijk kwam tussen de schuldeisers . Thuisstadion is het Estadio Helmántico, dat plaats biedt aan 17.340 toeschouwers. Sinds 2011 speelde UD Salamanca in de Segunda División B. Op 26 augustus 2013 werd Unionistas de Salamanca CF opgericht. Deze ploeg kan gezien worden als de opvolger.

## Geschiedenis

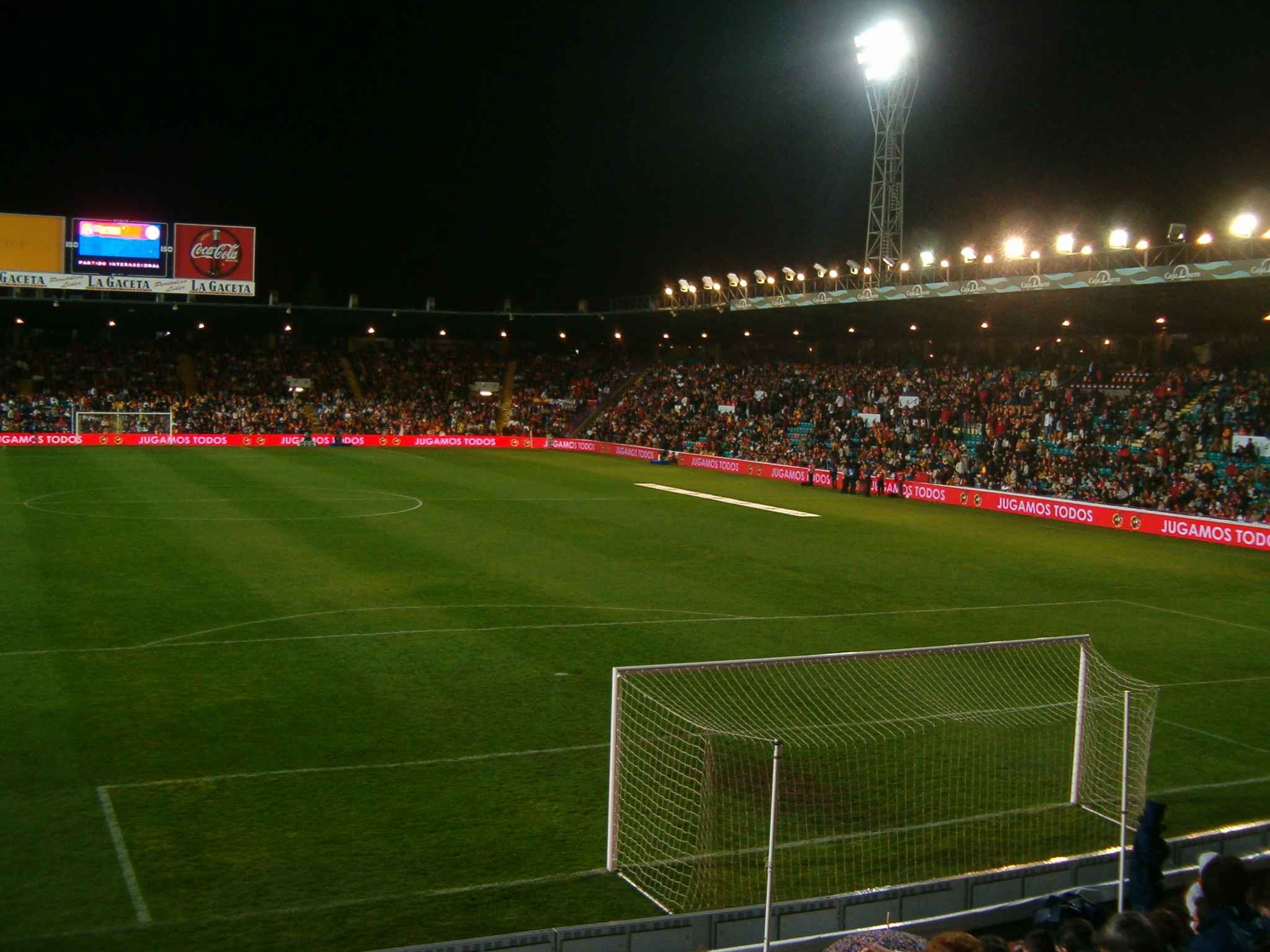
Supporters at Estadio Helmántico

UD Salamanca is vooral een club van de lagere Spaanse divisies. In de jaren zeventig kende de club echter gouden tijden met zeven seizoenen achtereen in de Primera División en zelfs kansen op het spelen van Europees voetbal. Een zevende plaats in het seizoen 1974/75 was de beste klassering. Uiteindelijk zakte UD Salamanca echter weer weg richting de lagere divisies.
Begin jaren negentig klom de club onder leiding van trainer Juan Manuel Lillo weer op en in 1995 promoveerde UD Salamanca als nummer drie van de Segunda División A naar de Primera División. De club eindigde in het seizoen 1995/96 op plaats 22 en degradeerde daardoor weer. In 1997 werd UD Salamanca met topscorer Pedro Pauleta (19 doelpunten) tweede in de Segunda A achter kampioen UD Mérida en opnieuw volgde promotie. In het seizoen 1997/98 wist UD Salamanca zich knap te handhaven op het hoogste niveau met enkele goede wedstrijden tegen de topclubs FC Barcelona, Valencia CF en Atlético Madrid. In 1999 volgde echter alsnog degradatie. In 2005 degradeerde UD Salamanca uit de Segunda A, maar na een seizoen in de Segunda División B keerde de club terug in de Segunda A. Na enkele middelmatige seizoenen degradeerde de ploeg alweer op het einde van het seizoen 2010/2011. Op 18 Juni 2013 is de club officieel failliet verklaard.

## Eindklasseringen
- 1940 5e
Segunda División
- 1941 7e
Segunda División
- 1942 2e
Segunda División
- 1943 8e
Segunda División
- 1944 3e
Tercera División
- 1945 1e
Tercera División
- 1946 13e
Segunda División
- 1947 2e
Tercera División
- 1948 1e
Tercera División
- 1949 2e
Tercera División
- 1950 4e
Segunda División
- 1951 2e
Segunda División
- 1952 7e
Segunda División
- 1953 13e
Segunda División
- 1954 15e
Segunda División
- 1955 2e
Tercera División
- 1956 1e
Tercera División
- 1957 1e
Tercera División
- 1958 3e
Tercera División
- 1959 2e
Tercera División
- 1960 2e
Tercera División
- 1961 10e
Segunda División
- 1962 12e
Segunda División
- 1963 11e
Segunda División
- 1964 15e
Segunda División
- 1965 1e
Tercera División
- 1966 3e
Tercera División
- 1967 1e
Tercera División
- 1968 2e
Tercera División
- 1969 1e
Tercera División
- 1970 19e
Segunda División
- 1971 10e
Tercera División
- 1972 2e
Tercera División
- 1973 1e
Tercera División
- 1974 3e
Segunda División
- 1975 7e
Primera División
- 1976 9e
Primera División
- 1977 13e
Primera División
- 1978 9e
Primera División
- 1979 10e
Primera División
- 1980 9e
Primera División
- 1981 17e
Primera División
- 1982 2e
Segunda División
- 1983 13e
Primera División
- 1984 18e
Primera División
- 1985 17e
Segunda División
- 1986 3e
Segunda División B
- 1987 5e
Segunda División B
- 1988 1e
Segunda División B
- 1989 7e
Segunda División
- 1990 13e
Segunda División
- 1991 18e
Segunda División
- 1992 1e
Segunda División B
- 1993 2e
Segunda División B
- 1994 1e
Segunda División B
- 1995 4e
Segunda División
- 1996 22e
Primera División
- 1997 2e
Segunda División
- 1998 15e
Primera División
- 1999 20e
Primera División
- 2000 4e
Segunda División
- 2001 9e
Segunda División
- 2002 11e
Segunda División
- 2003 7e
Segunda División
- 2004 11e
Segunda División
- 2005 21e
Segunda División
- 2006 1e
Segunda División B
- 2007 12e
Segunda División
- 2008 7e
Segunda División
- 2009 9e
Segunda División
- 2010 16e
Segunda División
- 2011 19e
Segunda División
- 2012 9e
Segunda División B
- 2013 8e
Segunda División B

- Primera División
- Segunda División
- Segunda División B
- Tercera División

## Bekende spelers

### Belgen
- Axel Smeets
- Urko Pardo

### Spanjaarden
- Joan Barbarà
- Braulio Nóbrega Rodríguez
- Míchel Salgado
- Daniel Tortolero
- Ismael Urzaíz

### Overige nationaliteiten
- Mutiu Adepoju
- Catanha
- Ton Blanker
- Martín Cardetti
- Catanha
- Hermes Desio
- Håvard Nordtveit
- Everton Giovanella
- Javier Iturriaga
- Ariza Makukula
- Sandro Mendes
- Pedro Pauleta
- Bogdan Stelea
- Ovidiu Stîngă
- Carlos Vela
- Ze Tó
- Turu Flores

## Bekende trainers
- Andoni Goikoetxea Olaskoaga
- Juan Manuel Lillo